# Zagłada Żydów

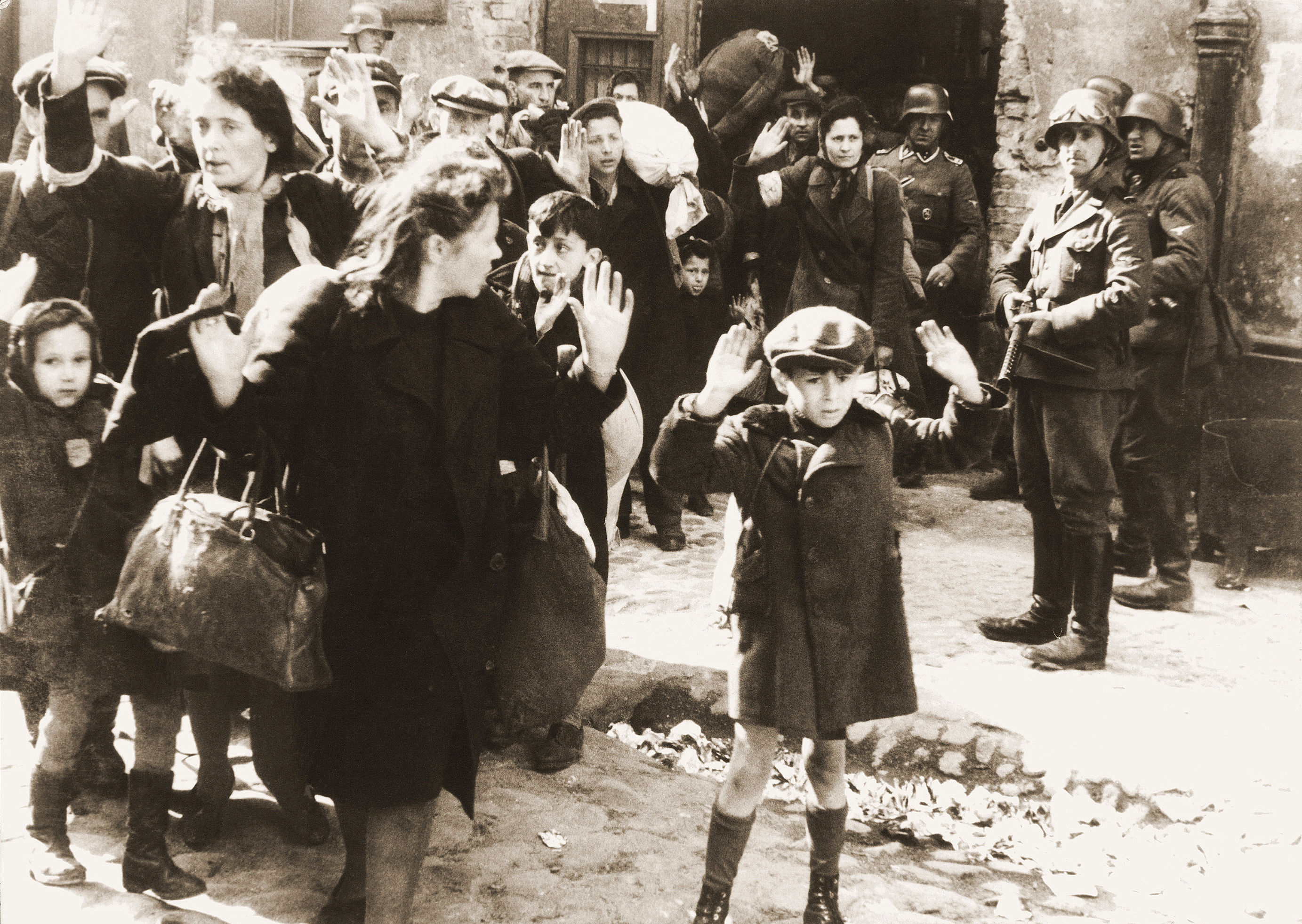
Żydzi pojmani przez SS w trakcie tłumienia powstania w getcie warszawskim

Zagłada Żydów, również Holocaust lub Holokaust (gr. ὁλόκαυστος holokaustos – całopalenie, ofiara całopalna), Szoa, Churbn Ejrope (jid. חורבן אײראָפּע – zagłada Europy, destrukcja Europy, zniszczenie Europy) – ludobójstwo około 6 milionów europejskich Żydów dokonane w czasie II wojny światowej przez niemiecką III Rzeszę i wspierane w różnym stopniu przez uzależnione od niej państwa sojusznicze.
Zagłada Żydów w większości przeprowadzona została na okupowanych przez niemiecką III Rzeszę ziemiach polskich. Stanowiła, łącznie z zagładą Romów, bezprecedensową próbę wymordowania całych narodów przy użyciu metod przemysłowych, która nigdy wcześniej i później nie była przeprowadzona w takiej skali. Stanowiła systematyczny i realizowany przez aparat państwowy proces likwidacji całego narodu.
Liczba żydowskich ofiar Holocaustu jest szacowana na prawie 6 milionów, choć dokładna liczba nie jest znana z powodu braku kompletnej ewidencji oraz systematycznego niszczenia archiwów i zacierania śladów przez władze niemieckie w obliczu klęski wojennej. Jedną trzecią tej liczby, czyli ok. 2 miliony, stanowiły dzieci. Liczba polskich Żydów wśród ofiar zagłady szacowana jest według różnych źródeł na 2,6 mln do 3,3 mln osób.
W judaizmie Żyd umierający za wiarę traktowany jest jako kadosz, tzn. święty. Każda z ofiar Holokaustu jest kadosz.

## Nazewnictwo

### Główne znaczenia słowa holokaust i jego synonimy
Grecki czasownik holo-kautóo oznacza „spalam ofiarę w całości”. Stąd imiesłów holókaustos („spalony w całości”), a w rodzaju nijakim holókauston. Pierwotnie był to termin religijny oznaczający ofiarę całopalną i w tym znaczeniu może być stosowane również dziś. To greckie słowo zapożyczono do łaciny kościelnej, tworząc rzeczownik holocaustum. Nowe znaczenie nadano w 1895 roku – nazwano tak masakrę ormiańskich chrześcijan (1894–1896).
Inne polskie nazwy zagłady Żydów to:
- Szoa – z hebrajskiego שואה – całkowita zagłada, zniszczenie; angielska transkrypcja tego słowa to Shoah. Ta nazwa nie odwołuje się do pozytywnego, religijnego znaczenia całopalenia;
- krótko Zagłada.

Istnieją również terminy pochodzące z języka jidysz, lecz nieużywane w Polsce:
- Churbn Ejrope (jid. חורבן אײראָפּע – zagłada Europy, destrukcja Europy, zniszczenie Europy);
- odnoszące się do zagłady Żydów w poszczególnych krajach, jak np. Churbn Letland[15] (חורבן לעטלאנד – zagłada Łotwy).

### Inne znaczenia słowa holokaust
Termin Holocaust bywa używany w odniesieniu do ludobójstwa innych prześladowanych grup etnicznych, narodowych i społecznych oraz więźniów politycznych w obozach koncentracyjnych przez nazistów, a w szczególności eksterminacji innej grupy etnicznej – Cyganów, czyli Romów i Sinti (Porajmos – Pochłonięcie). Przykładowo, polityka Hitlera wobec części Słowian i Bałtów (także uznawanych za Untermenschen – „podludzi”), w szczególności Polaków, również zakładała:
- eksterminację elit społecznych, naukowych i kulturalnych (ponieważ zdaniem nazistów cywilizacja i sztuka rozwijały się jedynie dzięki nacjom zachodnim[17]);
- eksploatację pozostałej części narodu poprzez pracę niewolniczą[18].

Szczególnie liczną grupę ofiar stanowili sowieccy jeńcy wojenni. W niewoli zginęło ich ponad 3 miliony (śmierć poniosła większość z ponad 5 milionów jeńców radzieckich).
Czasem termin ten bywa używany jako synonim innych ludobójstw, odnoszony np. do ludobójstwa Ormian, Greków Pontyjskich i Asyryjczyków. Słowo „holocaust” pisze się wówczas małą literą.

## Polityka nazistów niemieckich wobec Żydów
Partia nazistowska i jej przywódca Adolf Hitler po dojściu do władzy w 1933 rozpoczęli realizację programu rasistowskiego i antysemickiego, przewidującego izolację ludności żydowskiej i stopniowe pozbawienie jej wszelkich praw obywatelskich oraz cywilnych. Wspierano także emigrację Żydów z Niemiec. W wyniku tych działań do lata 1938 z III Rzeszy uciekło 150 tys. Żydów, którzy skierowali się do Wielkiej Brytanii (52 tys. osób), Francji (30 tys.), Polski (25 tys.), Belgii (12 tys.), Szwajcarii (10 tys.) i krajów skandynawskich (5 tys.).
Po dojściu do władzy nazistów, w kwietniu 1933 roku wprowadzono podział na Aryjczyków i nie-Aryjczyków, przez których rozumiano osoby posiadające co najmniej jednego żydowskiego dziadka. Ci ostatni mieli zostać zwolnieni ze stanowisk administracyjnych i rządowych. Główną podstawą prawną dyskryminujących posunięć były ustawy norymberskie z 1935 roku. Niemcy rozwinęli także uzasadniającą te kroki wielką akcję propagandową, oskarżając Żydów o pasożytnictwo, wyzysk, demoralizowanie i niszczenie narodów, wśród których zamieszkują. Propaganda nagłaśniała także rzekomą organizację międzynarodowego spisku, obejmującego żydowskich bankierów i przemysłowców, a także polityków pochodzenia żydowskiego i znajdujących się pod wpływem Żydów. Spisek ten miał mieć charakter międzynarodowy; obejmował rzekomo liberałów, socjaldemokratów i komunistów, a także masonów i inne organizacje społeczno-polityczne przeciwstawiające się ideom nazizmu.

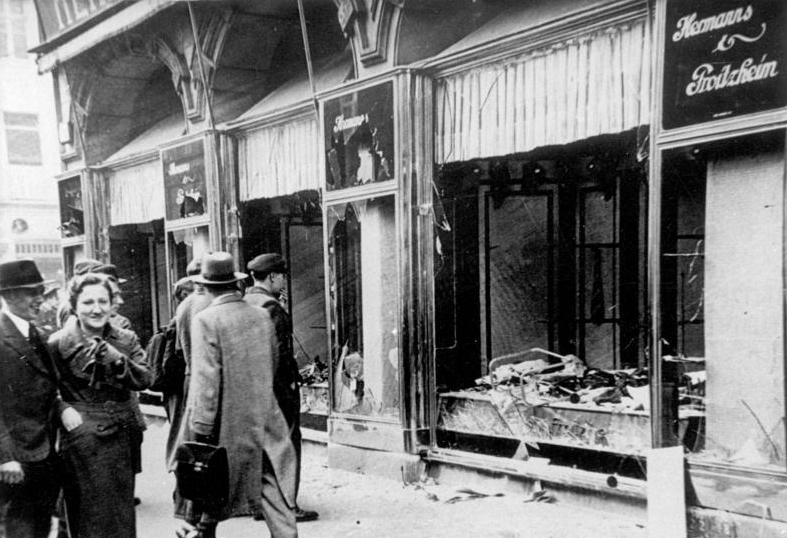
Witryna sklepu w Magdeburgu zniszczona podczas nocy kryształowej

Jednocześnie propaganda nazistowska stworzyła pojęcie „hańbienia rasy” (Rassenschande), aby uzasadnić konieczność wprowadzenia restrykcyjnego prawa zakazującego małżeństw kobiet niemieckich z Żydami. Jedna z ustaw norymberskich, „ustawa o ochronie niemieckiej krwi i czci” (niem. Gesetz zum Schutze des deutschen Blutes und der deutschen Ehre) z dnia 15 września 1935 wprowadzała sankcje karne za łamanie jej postanowień, zwykle w postaci więzienia lub zesłania do obozu koncentracyjnego. Kampania propagandowa wymierzona w Żydów wspomagana była przez działalność wysokich funkcjonariuszy nazistowskich. Jeden z nich, gauleiter Norymbergi Julius Streicher, w ramach akcji przeciwko „skażeniu rasy”, stworzył w latach 1933–1940 pseudonaukową teorię biochemiczną, w myśl której białko zawarte w nasieniu Żydów miało zdolność trwałego „infekowania” organizmu kobiet niemieckich. Streicher, aktywnie nawołujący do aktów przemocy podczas swoich wystąpień oraz jako główny inicjator ustaw norymberskich i wydawca pisma „Der Stürmer” (nawołującego do nienawiści na tle rasowym), ponosi także odpowiedzialność za pogrom mniejszości żydowskiej w 1938 r., podczas tzw. nocy kryształowej (niem. Kristallnacht). Jej skutkami była śmierć ok. 200 Żydów, zesłanie do obozów koncentracyjnych 20–30 tys. osób narodowości żydowskiej oraz grabież ich majątku.
Naziści postrzegali Żydów nie jako wspólnotę wyznaniową czy narodowościową – odrzucali zatem religijną konwersję albo asymilację jako rozwiązanie „problemu żydowskiego”. Ich zdaniem Żydzi stanowili rasę, czy raczej mieszankę rasową, której reprezentanci stanowią element szkodliwy z przyczyn genetycznych. Część zamordowanych była arbitralnie uznana za Żydów przez nazistów – byli to np. chrześcijanie (jak św. Edyta Stein) lub bezwyznaniowcy, całkowicie zasymilowani i niemający nieraz od pokoleń żadnego kontaktu z religią i kulturą żydowską. Naziści uznawali za Żyda osobę, w której rodzinie do trzeciego pokolenia wstecz była przynajmniej jedna osoba pochodzenia żydowskiego (ustawy norymberskie). Było to więc kryterium „rasowe”, a nie religijne lub kulturowe. Takie postrzeganie Żydów skłaniało do izolowania i eliminowania Żydów, a także wszystkich zasymilowanych osób pochodzenia żydowskiego. Propaganda szerzyła te poglądy, podpierając się rzekomymi wynikami badań naukowych, sfałszowaną wiedzą historyczną lub antropologiczną. Antysemicka i rasistowska propaganda znalazła już w drugiej połowie lat trzydziestych częściowy oddźwięk wśród Niemców, ale także w innych krajach europejskich, sprzyjając postawom kolaboracji, albo – częściej – obojętności wobec Holocaustu.
Po wybuchu wojny polityka nazistów wobec Żydów była wprowadzana w kolejnych państwach europejskich, w miarę ich zajmowania przez wojska niemieckie. Przybierało to z reguły formy rejestracji osób pochodzenia żydowskiego, zmuszania do noszenia na ubraniach znaków identyfikacyjnych (najczęściej niebieskiej gwiazdy Dawida), wprowadzania różnych zakazów i posunięć dyskryminujących, w państwach z liczną ludnością żydowską (m.in. w Polsce) izolację w dzielnicach zamkniętych (gettach), często otoczonych murem. Wobec Żydów łamiących przepisy dyskryminacyjne albo opuszczających zamknięte dzielnice wprowadzano kary śmierci. Również surowe kary wprowadzano wobec osób pomagających Żydom (w Polsce kara śmierci obowiązywała za pomoc w ukrywaniu się albo za dostarczanie żywności). Koncentracja dużych mas ludzi w niewielkich obszarach powodowała częste choroby, a ograniczone dostawy żywności – częstą śmierć głodową.

## Zagłada Żydów

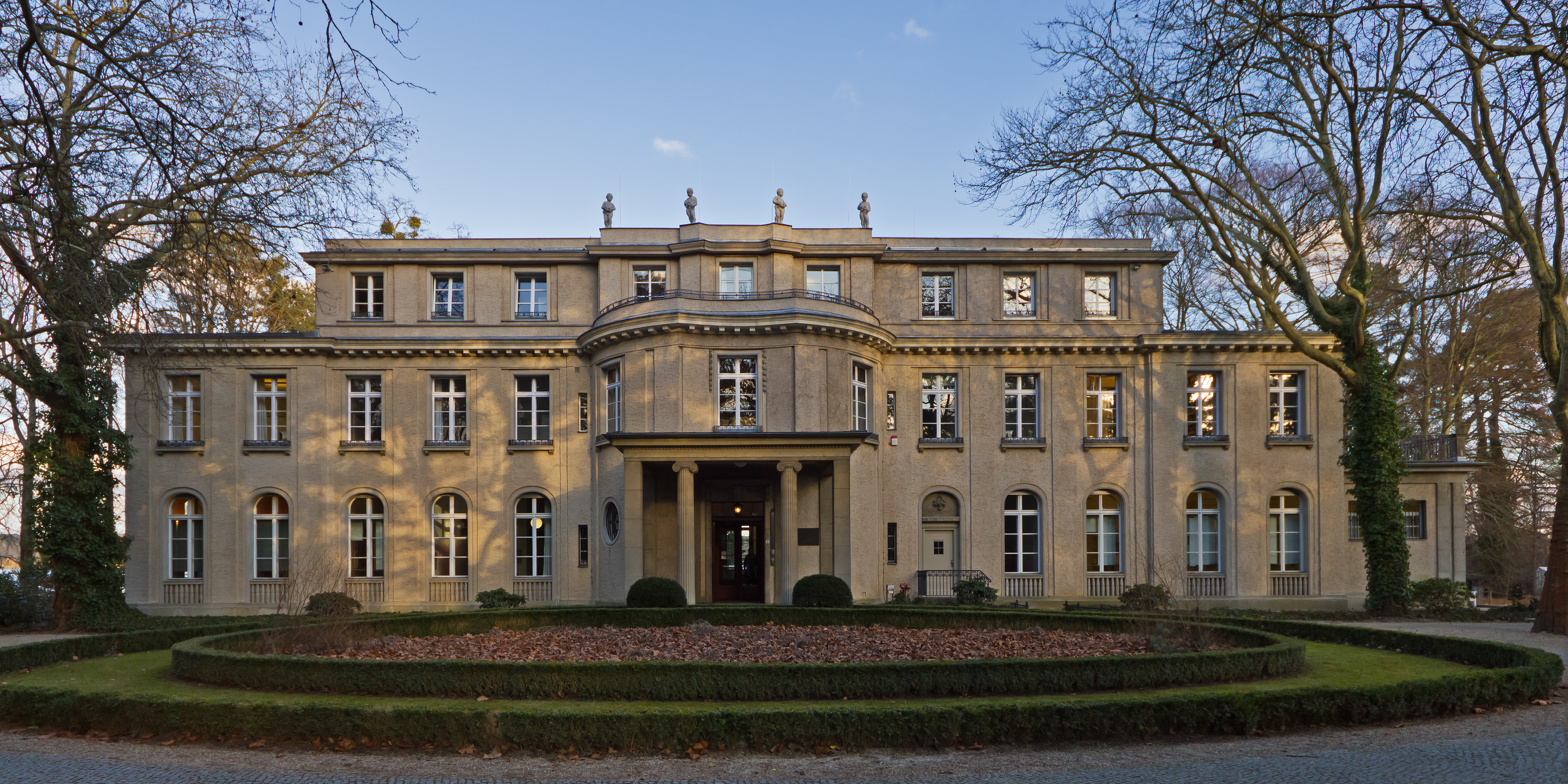
Willa przy Großer Wannsee 56/58 w Berlinie, gdzie podjęto decyzję o tzw. ostatecznym rozwiązaniu kwestii żydowskiej

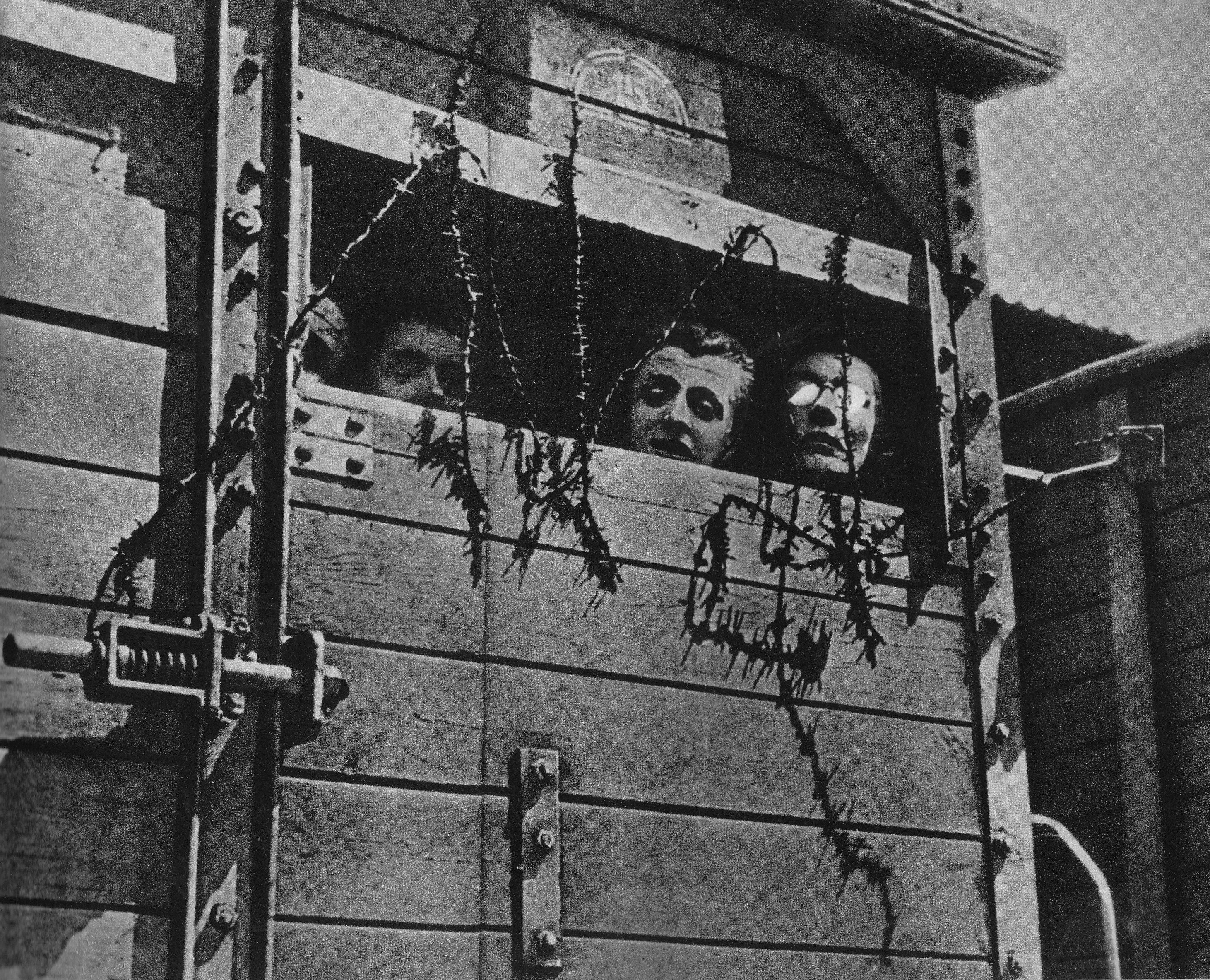
Akcja „Reinhardt”. Żydzi w wagonie towarowym w drodze do obozu zagłady

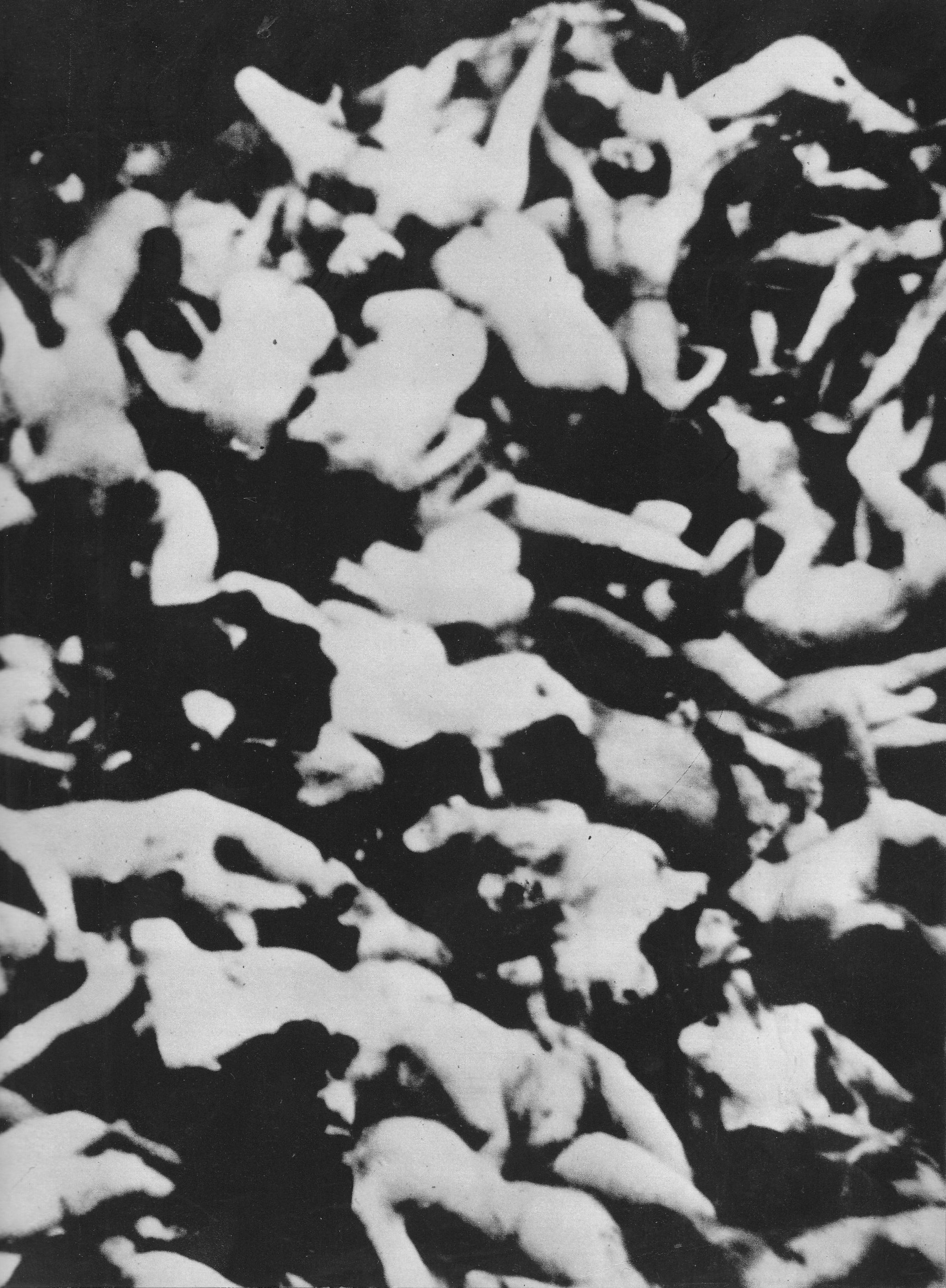
Ciała ofiar zagazowanych w komorach gazowych w obozie zagłady w Treblince

Początkowo władze niemieckie rozważały wysiedlenie europejskich Żydów (np. za Ural bądź na Madagaskar), projekt ten został jednak oceniony jako niemożliwy do przeprowadzenia w warunkach wojny. W związku z tym, jesienią 1941 roku podjęto decyzję o tzw. „ostatecznym rozwiązaniu kwestii żydowskiej” (Endlösung der Judenfrage), co było sformułowaniem oznaczającym w praktyce politykę zagłady wszystkich Żydów w Europie. Szczegóły akcji dopracowano formalnie podczas konferencji w Wannsee, 20 stycznia 1942 r., a przeprowadzenie operacji powierzono SS, jej koordynowanie miał prowadzić Obersturmbannführer Adolf Eichmann, kierujący referatem IV D4 w RSHA (Reichssicherheitshauptamt – Główny Urząd Bezpieczeństwa Rzeszy).
Eksterminacja jednak rozpoczęta została przed oficjalnymi decyzjami. Pierwszym jej aktem były działania „oddziałów specjalnych” Einsatzgruppen na terenie Związku Radzieckiego po niemieckiej inwazji rozpoczętej w czerwcu 1941 roku. Oddziałów tych było cztery, oznaczonych literami alfabetu: A, B, C oraz D, a podzielone one były na mniejsze pododdziały – Sonderkommanda oraz Einsatzkommanda. Oddziały te, działające wkrótce po wkraczających wojskach niemieckich, dokonały zabójstw ponad pół miliona Żydów, a także Cyganów, jeńców wojennych oraz członków partii komunistycznej. Rola tych oddziałów sprowadzała się do spędzania lokalnej ludności żydowskiej i innych osób przeznaczonych do eksterminacji do specjalnych miejsc i masowych rozstrzeliwań, najczęściej za pomocą karabinów maszynowych. Niekiedy wykorzystywano miejscowych kolaborantów do pomocy w morderstwach. W ten sposób dokonano Holocaustu Żydów ukraińskich, besarabskich, białoruskich i bałtyckich. Poza obozami, najbardziej znanym miejscem eksterminacji jest wąwóz Babi Jar koło Kijowa, gdzie w 1941 r. zamordowano ok. 100 tys. Żydów, a także podwileńskie Ponary, gdzie naziści wymordowali prawie 80 tys. Żydów.
Władze nazistowskie oceniły taką metodę zabijania Żydów za zbyt kosztowną (amunicja) i pracochłonną oraz trudną do powtórzenia w krajach, w których terror był słabszy, a działania wojenne dalekie. Na mniejszą skalę eksperymentowano z innym pomysłem: samochodami wydzielającymi gazy spalinowe do ładowni, zabijające znajdujących się w niej ludzi tlenkiem węgla. Jeszcze przed decyzjami konferencji w Wannsee takich metod użyto w obozie zagłady ludności żydowskiej z wydzielonego Kraju Warty – Kulmhof. W niektórych obozach stosowano gaz cyklon B, używany wcześniej jako środek owadobójczy.
Pierwszym systematycznym programem eksterminacji Żydów była akcja Reinhardt, która objęła 2 miliony Żydów zamieszkujących Generalne Gubernatorstwo. W ramach tej operacji utworzono obozy zagłady: Belzec koło Bełżca, Sobibor koło wsi Sobibór i Treblinka koło wsi Poniatowo. Poza tymi trzema utworzono także obozy zagłady: Auschwitz II – Birkenau na terenie wsi Brzezinka koło Oświęcimia, Kulmhof nieopodal Chełmna nad Nerem i Majdanek na obrzeżach Lublina. Wszystkie sześć obozów zagłady umieszczono na ziemiach polskich, m.in. z powodu utrudniającego pomoc terroru, centralnego położenia Polski, dużej populacji żydowskiej oraz wystarczającej infrastruktury kolejowej. Wszystkie obozy zagłady były niemieckimi instytucjami państwowymi, powstałymi z budżetu państwa niemieckiego, mającymi dostęp do wykwalifikowanej kadry urzędniczej oraz infrastruktury transportowej. Obsługę obozów rekrutowano z niemieckich żołnierzy SS lub z batalionów żołnierzy państw sojuszniczych (przede wszystkim ukraińskie oddziały Waffen-SS).
Eksterminacja obejmowała wszystkie grupy Żydów lub osób uznanych za Żydów, w tym osoby starsze, kobiety i dzieci. Systematycznie opróżniano żydowskie getta, przeprowadzano polowania na Żydów ukrywających się po tzw. stronie aryjskiej, zwożono ludzi z terytoriów okupowanych całej Europy. Wykorzystując pomoc kolaborantów, osoby pochodzenia żydowskiego odizolowywano i wysyłano transportem kolejowym do obozów zagłady, gdzie były z reguły bezzwłocznie kierowane do komór gazowych, ich ciała palone, a mienie stawało się własnością III Rzeszy.
Skutkiem prowadzonej przez III Rzeszę polityki eksterminacji Żydów była śmierć 5–6 milionów osób i prawie doszczętna likwidacja wielu społeczności żydowskich, w szczególności zamieszkujących wschodnią Polskę, Galicję i Ukrainę. Z regionu tego zniknęła cała kultura sztetli, wszystkie skupiska chasydów, a język jidysz zanikł. Zginęło 80–90% Żydów zamieszkujących te tereny przed wojną. Wśród ocalałych wiele osób cierpiało na liczne posttraumatyczne przypadłości psychologiczne (Syndrom KZ). Ich zdolność do opowiadania o przeszłości dojrzewała bardzo powoli.

### Eksterminacja w krajach europejskich
Rząd III Rzeszy nie tylko realizował plan wymordowania Żydów przy pomocy własnych wyspecjalizowanych służb na terytoriach okupowanych, ale także stosował naciski polityczne i wojskowe, aby zmusić pozostałe państwa europejskie do współpracy w tej zbrodni. Rezultaty takiej polityki były różne: od aktywnej współpracy (Słowacja, Francja, Norwegia), przez współpracę częściową (Rumunia, Bułgaria, Węgry), do kategorycznej odmowy (Włochy, Dania).

#### Bułgaria
Pod naciskiem III Rzeszy rząd Bułgarii wysłał do obozu zagłady w Treblince 11 tys. Żydów (zginęli tam wszyscy) z okupowanej przez Bułgarię Tracji i Macedonii, odmówił jednak wydania obywateli bułgarskich pochodzenia żydowskiego.

#### Polska

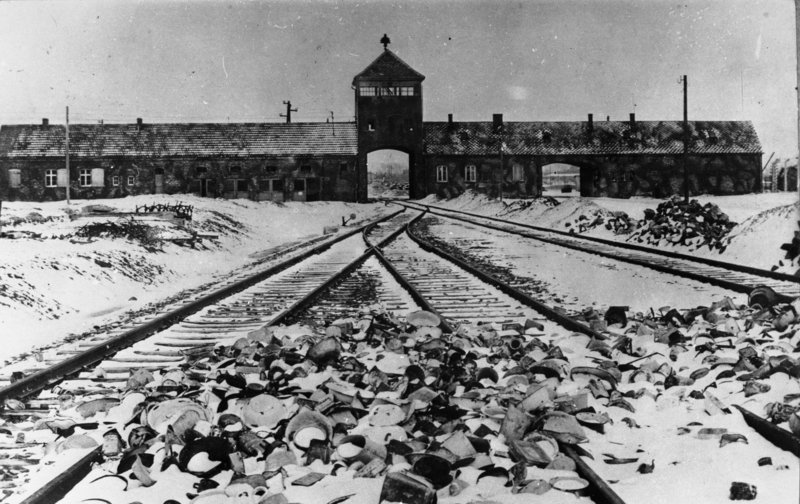
Tory kolejowe prowadzące do obozu Auschwitz-Birkenau, 1945

#### Francja
Kolejnym uzależnionym od Niemiec państwem, które włączono w plan Holocaustu, była Francja. W podzielonym (od czerwca 1940) na 2 strefy państwie mieszkało około 350 tys. Żydów, z których połowa była uciekinierami bez francuskiego obywatelstwa. W strefie okupowanej przez Niemców stosowano nazistowskie antysemickie przepisy bezpośrednio, a w strefie tzw. „wolnej” marionetkowy rząd francuski posłusznie współpracował z Niemcami. Od października 1940 rząd Vichy zakazał Żydom wykonywania określonych zawodów, a Żydów-cudzoziemców internował w obozach. Po tym nastąpiły rejestracja i konfiskata majątków. 27 marca 1942 ruszyły z Francji pierwsze transporty Żydów do obozu Auschwitz. Powszechną praktyką było rozdzielanie rodziców i dzieci; rodziców wysyłano do obozów zagłady jako pierwszych. Szacuje się, że w Auschwitz zginęła większość (11 tys.) tych dzieci. Ostatni transport Żydów odjechał w lipcu 1944. 80 do 90% przywożonych zabijano w Auschwitz w ciągu pierwszego dnia pobytu; zamordowano 76 tys., czyli około 25% wszystkich Żydów – obywateli francuskich. Akcję masowej deportacji nadzorował we Francji SS-Hauptsturmführer Theodor Dannecker. W 2009 roku Rada Państwa uznała odpowiedzialność państwa francuskiego za deportacje.

#### Rumunia
Przywódca sprzymierzonej z III Rzeszą Rumunii marszałek Ion Antonescu realizował politykę antysemicką. Szczególne nasilenie działań przeciwko obywatelom rumuńskim narodowości żydowskiej przypadło na lata 1940–1941. W sierpniu 1940 r. władze wydały dekret zabraniający zawierania małżeństw rumuńsko-żydowskich i dzielący Żydów na trzy kategorie. Szczególnie agresywne działania podejmowali członkowie Żelaznej Gwardii (tzw. zielone koszule), faszystowskie ugrupowanie liczące na przejęcie władzy z rąk Antonescu i jeszcze bliższą współpracę z III Rzeszą. Podczas zamieszek wywołanych przez legionistów w styczniu 1941 r. doszło do pogromu ludności żydowskiej Bukaresztu (120 ofiar śmiertelnych i kilka tysięcy rannych). Zniszczono 25 synagog, a dzielnica żydowska została spalona.
Przed atakiem Niemiec na ZSRR marsz. Antonescu nasilił politykę antysemicką. W maju 1941 r. powołano Centrum Narodowe Romanizacji, które miało się zająć m.in. „oczyszczaniem etnicznym” Rumunii. Dokonano wywłaszczenia dóbr i majątków należących do obywateli pochodzenia żydowskiego. Dziesięć dni przed agresją III Rzeszy na ZSRR Hitler wezwał do Berlina Iona Antonescu i wyjawił mu plany zniszczenia „Żydów na Wschodzie”. Początkiem masowych mordów był pogrom w Jassach dokonany na osobisty rozkaz Antonescu w dniach 29 i 30 czerwca 1941 r. Rozkaz wydany rumuńskiemu wojsku, policji i żandarmerii mówił o „oczyszczeniu miasta z ludności żydowskiej”. Zginęło w sumie 14 tys. z 45 tys. żydowskich mieszkańców miasta. Ci, którzy przeżyli zostali przetransportowani do obozu koncentracyjnego w Calaraşi-Ialomiţia. Wyrazem oficjalnej polityki państwa rumuńskiego w kwestii żydowskiej była decyzja podjęta przez dyktatora 8 lipca 1941 r. o deportowaniu Żydów z Rumunii. Akcja eksterminacyjna rozwinęła się na szeroką skalę po przyłączeniu Besarabii i Bukowiny. W Kiszyniowie i Czerniowcach zmasakrowano tysiące Żydów. Były wsie, jak Ciudei czy Nuova Sulita, w których zginęli wszyscy żydowscy mieszkańcy. W masowych egzekucjach zginęło 160 tys. osób. Tych, którzy przeżyli rozkazem Antonescu wywieziono do Transnistrii, gdzie założono obozy koncentracyjne, obozy pracy oraz getta. Liczba deportowanych do końca 1941 r. wyniosła 118 tys., a w 1942 r. doszła do 185 tys. W czasie deportacji dziesiątki tysięcy ludzi poniosło śmierć z pragnienia, na skutek chorób, bądź też z ręki rumuńskich strażników. W sumie zginęło 90 tys. deportowanych. Prześladowania nie ominęły żydowskich mieszkańców południowej części Siedmiogrodu, ale nie miały one na tym obszarze charakteru eksterminacji
Wielki Rabin Rumunii Alexandru Șafran oraz przewodniczący Centralnej Rady Żydów w Rumunii Wilhelm Filderman od początku prześladowań interweniowali u władz rumuńskich za pośrednictwem prawosławnego metropolity siedmiogrodzkiego Mikołaja, królowej Heleny i nuncjusza apostolskiego Andrea Cassulo. Nuncjusz odbył w 1943 r. podróż do Transnistrii, aby zobaczyć, w jakich warunkach przebywają tam Żydzi oraz przekazać z ramienia Stolicy Apostolskiej pomoc materialną. Przywódcy żydowscy słali memoriały do Czerwonego Krzyża oraz do ambasadorów Szwajcarii, Turcji i Szwecji.
Polityka reżimu Antonescu wobec Żydów zelżała po klęsce pod Stalingradem. Dyktator wycofał się wtedy z polityki masowej eksterminacji. Władze rumuńskie nie zezwoliły na deportacje więźniów przetrzymywanych na terenie Naddniestrza do niemieckiego obozu zagłady w Bełżcu. Ponadto Rumunia ułatwiła Żydom z okupowanej Polski, Węgier i Słowacji ucieczkę drogą morską do Palestyny.
Z prac badaczy rumuńskich wynika, że z 607 790 Żydów, którzy mieszkali na początku wojny w Rumunii (z wyłączeniem mieszkających w północnym Siedmiogrodzie zajętym w 1940 r. przez Węgry), zostało zamordowanych lub zmarło w transportach 264 900 osób, czyli 43% przedwojennej populacji.

#### Słowacja

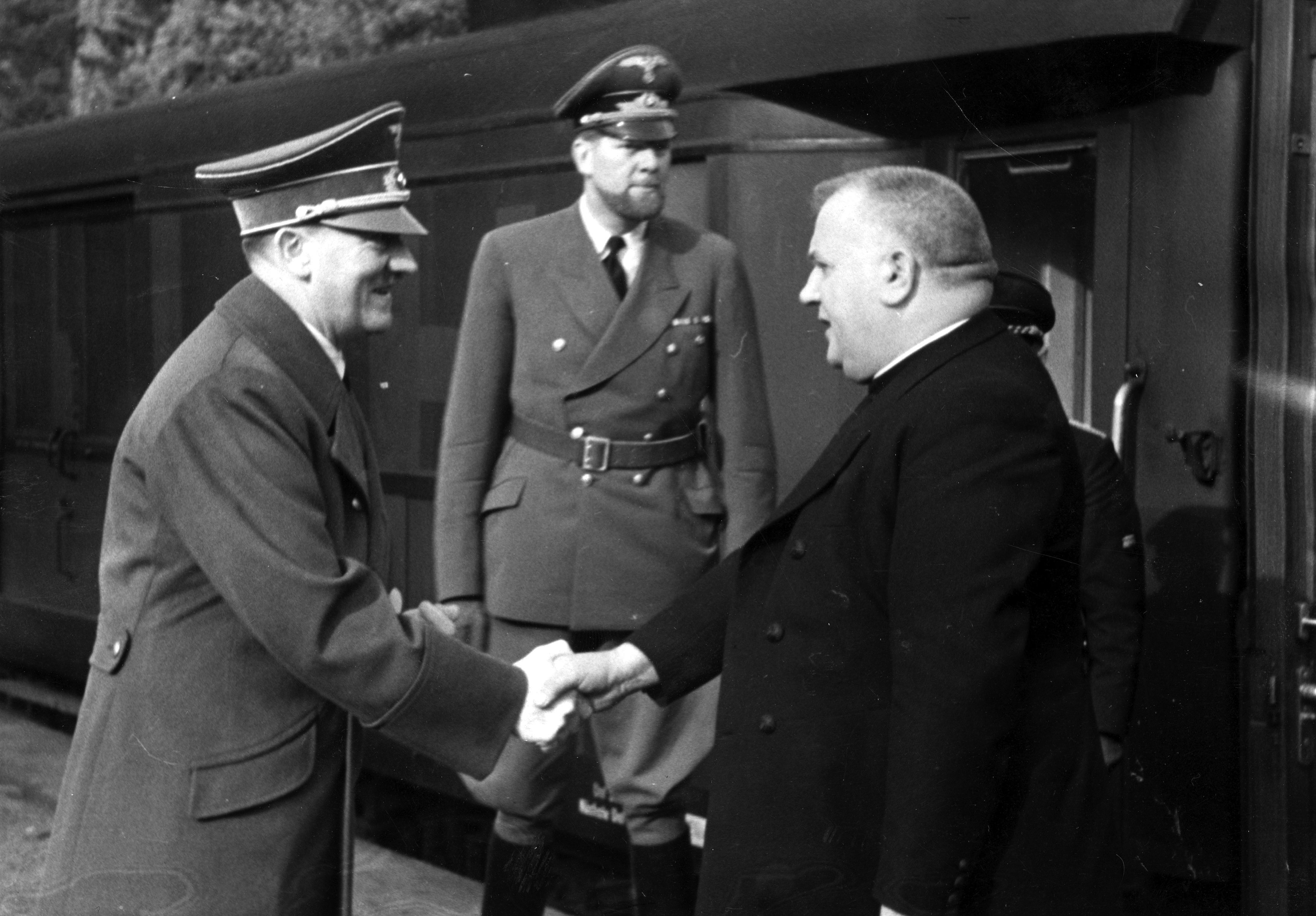
Spotkanie prezydenta Słowacji ks. Jozefa Tiso z Adolfem Hitlerem w Berlinie

Pierwsza Republika Słowacka była pierwszym państwem wciągniętym od marca 1939 przez swojego protektora – III Rzeszę w plan eksterminacji Żydów. Ultranacjonalistyczna Słowacka Partia Ludowa z dużym zaangażowaniem wdrażała antysemicką politykę przeciwko 90 tys. obywateli pochodzenia żydowskiego: akcja propagandowa, przymusowe oznakowanie, rabunek mienia i urzędowa dyskryminacja. W lutym 1942 w Bratysławie odbyły się pierwsze rozmowy słowacko-niemieckie na temat „rozwiązania kwestii żydowskiej”. W rezultacie od marca 1942 słowaccy Żydzi zaczęli być masowo deportowani do niemieckich obozów śmierci, głównie do Auschwitz. W celu bardziej „efektywnego” mordowania tej grupy ludności naziści wybudowali w obozie w Birkenau nową komorę gazową (Czerwony Domek, w którym jednorazowo można było zabić 800 ludzi) i krematorium. Szacuje się, że wiosną i latem 1942 naziści zabili w Oświęcimiu większość słowackich Żydów, których ciała niedbale grzebano w płytkich rowach, a następnie, ze względu na odór rozkładu, palono na stosach.

#### Ukraina

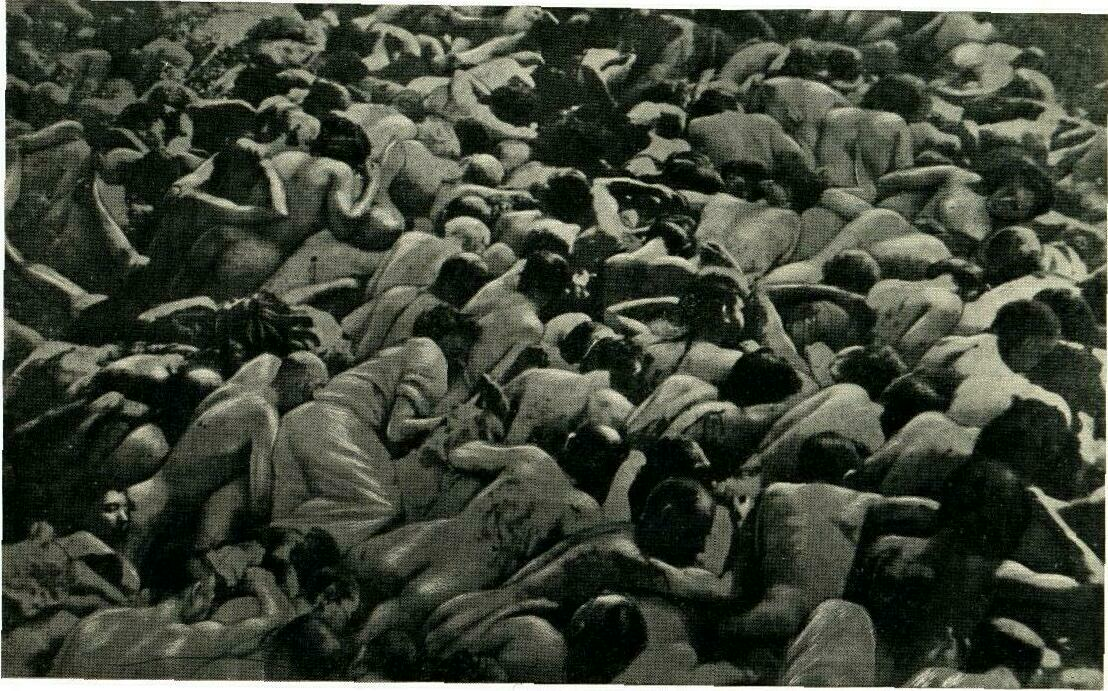
Ciała zamordowanych nieopodal miasta Złoczów

#### Węgry
Węgry prowadziły wobec III Rzeszy politykę ostrożnych ustępstw, a od 1941 zaczęły wycofywać się ze współpracy. Represje wobec 760 tys. węgierskich Żydów polegały na wysłaniu poborowych do brygad roboczych na front wschodni, gdzie większość z nich zginęła. Regent Miklós Horthy odmawiał zgody na przesiedlenie węgierskich Żydów, na co nalegał Hitler w kwietniu 1943 r.
W marcu 1944 Niemcy zajęły Węgry w wyniku operacji Margarethe. Wraz z oddziałami Wehrmachtu do kraju wkroczyły jednostki specjalne Adolfa Eichmanna, które od połowy kwietnia przystąpiły do deportacji ludności żydowskiej, począwszy od Siedmiogrodu i Rusi Podkarpackiej. W pracach nad deportacją oprócz Eichmanna brali udział Dieter Wisliceny, Alois Brunner, Hermann Krumey i Siegfried Seidl. Jednym z pierwszych posunięć Niemców było przesiedlenie ludności żydowskiej do gett. Między 15 maja a 9 lipca 1944 deportowano do obozu zagłady Auschwitz-Birkenau ponad 437 tys. Żydów (w komorach gazowych zginęło 365 tys.). Pociągi z wywożonymi prowadzili węgierscy kolejarze, a uzbrojeni węgierscy policjanci eskortowali je do granicy ze Słowacją. W ciągu pięćdziesięciu dni każdej doby wyruszały z Węgier trzy transporty. Kiedy miało dojść do likwidacji dwustutysięcznej grupy budapeszteńskich Żydów admirał Horthy 9 lipca 1944 zabronił kolejnych deportacji i zlikwidował pucz żandarmerii gen. László Bákyego. Wpływ na decyzję przywódcy Węgier miało publiczne oskarżenie ze strony prezydenta USA Roosevelta i żądanie wstrzymania deportacji węgierskich Żydów. Horthy, obawiając się odwetowych działań aliantów, zdecydował się na wstrzymanie deportacji.
Po rezygnacji Horthyego ze stanowiska szefa państwa, 16 października 1944 władzę objął Ferenc Szálasi. Wkrótce obwołał się on wzorem Adolfa Hitlera, „wodzem narodu”. Na nowo rozpoczęły się deportacje i pogromy ludności żydowskiej, jednak w mniejszym stopniu niż w okresie poprzednim. Żydów budapeszteńskich chroniły ambasady państw neutralnych: Szwecji, Szwajcarii, Portugalii i nuncjatura Stolicy Apostolskiej. W ratowaniu węgierskich Żydów ogromną rolą odegrał Raoul Wallenberg, któremu od lipca udało się otoczyć opieką kilkadziesiąt tysięcy ludzi. Polityka Niemiec wobec ludności żydowskiej na Węgrzech zelżała wobec nadciągającej klęski. 25 września rozwiązano sztab Eichmanna w Budapeszcie.

#### Włochy i Dania
Te państwa, mimo aktywnej współpracy z III Rzeszą (Włochy) lub niemieckiej okupacji (Dania), stanowczo odmawiały pomocy w planie wymordowania Żydów. Benito Mussolini wprowadził urzędową dyskryminację obywateli włoskich pochodzenia żydowskiego, jednak odmówił ich deportacji i innych represji (deportacje Żydów zaczęły się dopiero od wkroczenia wojsk niemieckich do Włoch we wrześniu 1943; Niemcy zamordowali około 20% włoskich Żydów).
Dania, mimo niemieckiej okupacji, wyróżniła się aktywnym chronieniem 8 tys. swoich żydowskich obywateli (co umożliwiła jej szeroka autonomia własnej administracji). Kiedy w październiku 1943 roku Niemcy rozpoczęli przygotowania do deportacji Żydów, 95% z nich ukryto lub wywieziono do Szwecji, często przy pomocy duńskiej policji.

#### Finlandia i Albania
Finlandia wysłała swoich żołnierzy na front wschodni. W niektórych oddziałach walczyli u boku Niemców fińscy Żydzi. Na protesty niemieckie Carl Gustaf Mannerheim stanowczo odpowiedział, że są to obywatele fińscy i nie pozwoli na ich prześladowanie. Podobnie konsekwentny był premier Johan Wilhelm Rangell, który pytany o rozwiązanie „kwestii żydowskiej” odparł po prostu: „u nas nie ma kwestii żydowskiej”. Finlandia odrzuciła też żądania Hitlera domagającego się wprowadzenia ustaw antyżydowskich i zgody na deportację obywateli pochodzenia żydowskiego. Dzięki temu blisko 2 tysiące fińskich Żydów przetrwało czasy Holokaustu bez szwanku.
Podobną liczbę osób uratowano w muzułmańskiej Albanii. Według urzędowych statystyk z roku 1937 mieszkało w tym kraju 120 Żydów. Tymczasem po zakończeniu wojny żydowska wspólnota w tym państwie liczyła 2 tysiące osób, co wynikało z tego, że w czasie wojny ten niewielki kraj stał się bezpieczną przystanią dla wielu Żydów szukających schronienia przed prześladowaniami. Albańska ambasada w Berlinie jeszcze do 1942 r. wystawiała Żydom wizy. Ale kiedy już Żydzi znaleźli się w Albanii, obejmowało ich tradycyjne prawo gościnności, które mówi, że przybysz cieszy się w Albanii opieką gospodarzy gwarantujących mu bezpieczeństwo. Kiedy włoscy faszyści okupujący kraj chcieli deportować Żydów, Albańczycy jednoznacznie im się przeciwstawili, ukrywając Żydów gdzie tylko się dało, głównie na prowincji, w gospodarstwach chłopskich. Albańczycy nie chcieli z tego tytułu żadnych gratyfikacji. Sytuacja stała się groźniejsza, kiedy w końcu 1943 r. Albanię zajęli Niemcy. Od razu zażądali od miejscowych władz sporządzenia listy mieszkających w tym kraju Żydów. Minister spraw wewnętrznych Xhafer Deva sprzeciwił się temu zarządzeniu, i mimo że Niemcy nie ustępowali w tej kwestii, udało się ich zwodzić aż do czasu ofensywy sowieckiej w 1944 r.

## Świat po Holocauście
Ci z was, którzy przeżyją, niech dadzą świadectwo. Niech świat się dowie, co się tutaj działo!

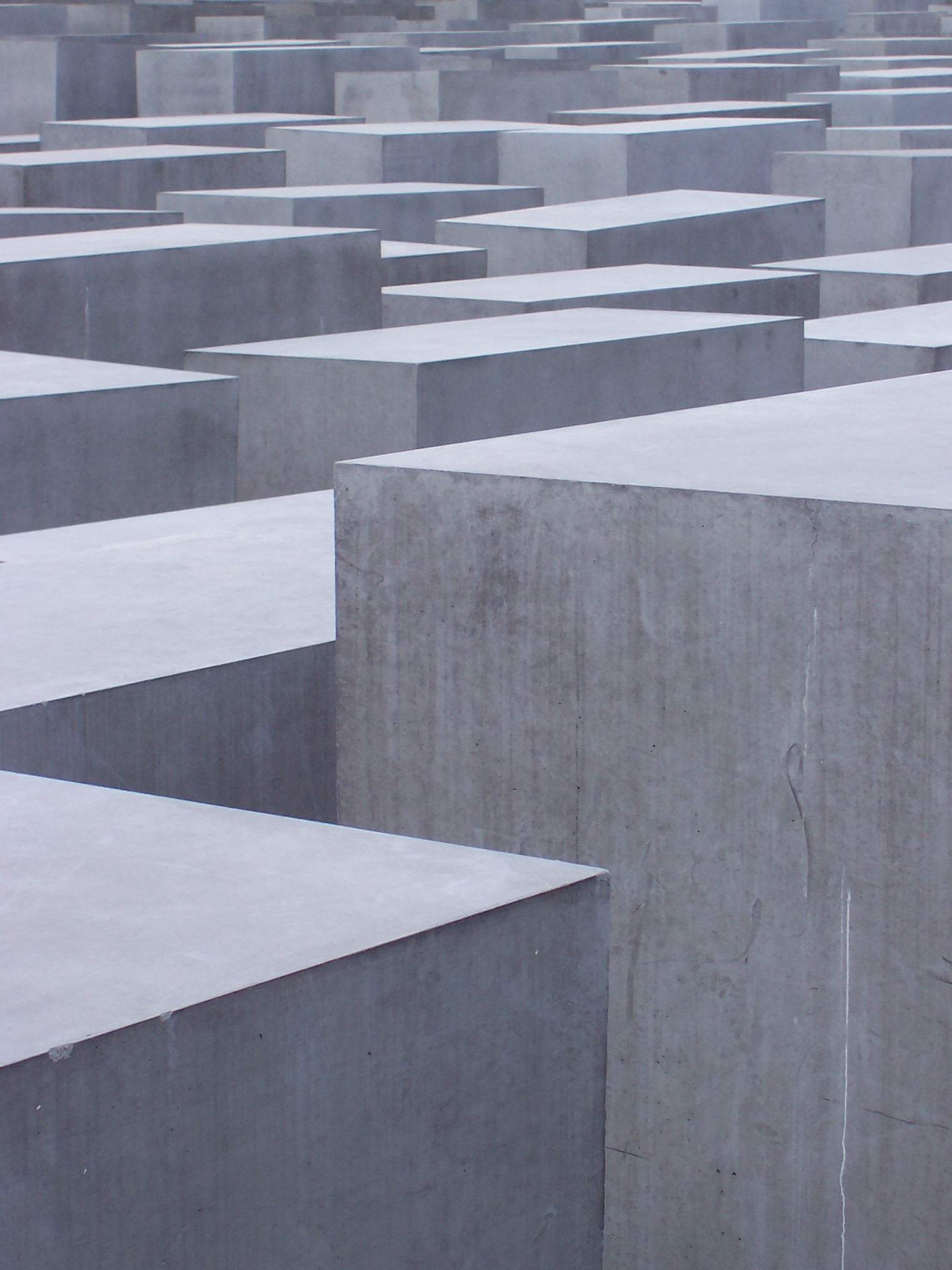
Pomnik ofiar Holocaustu w Berlinie

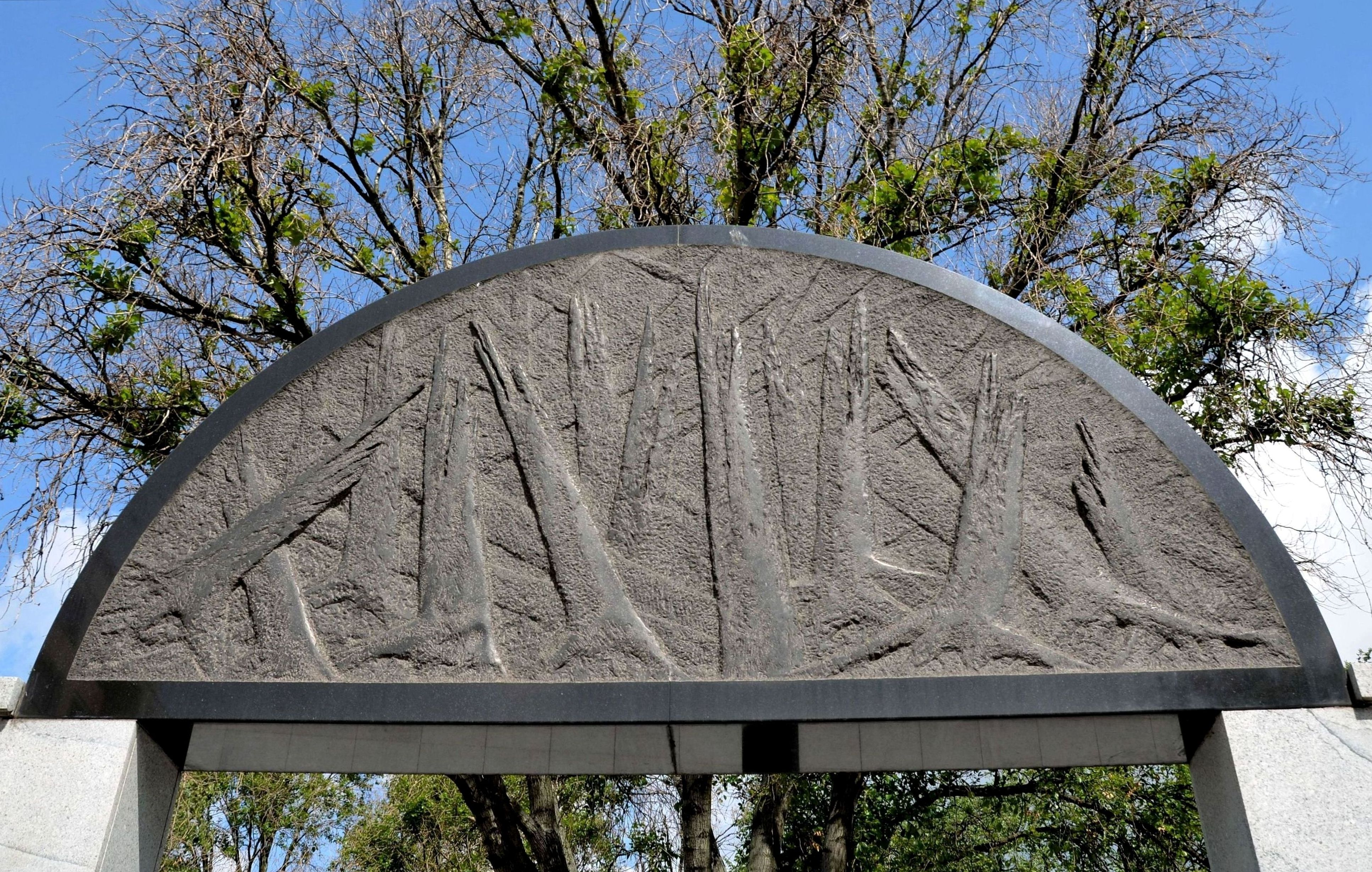
Strzaskany las symbolizujący zagładę narodu żydowskiego na Pomniku Umschlagplatz w Warszawie

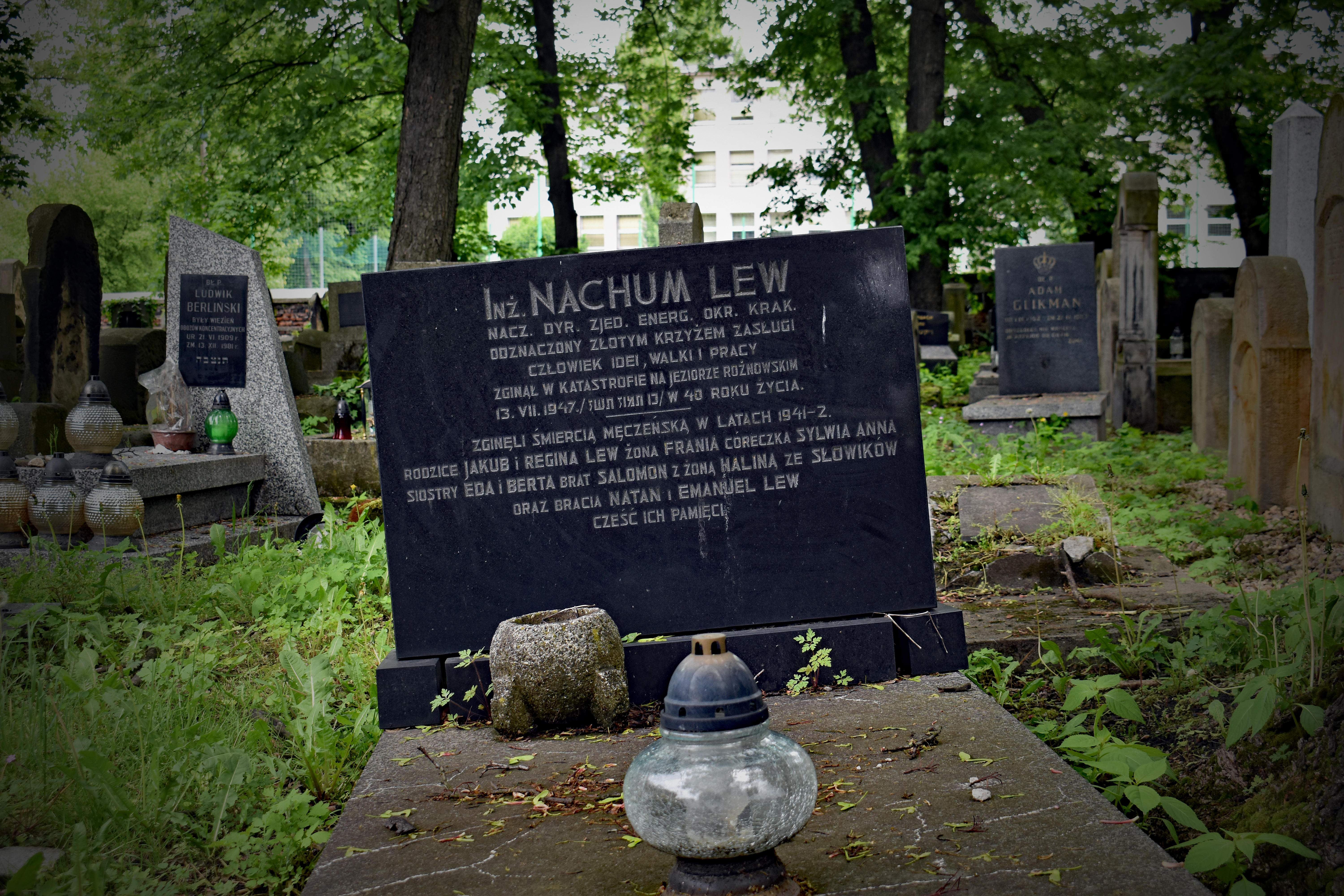
Nowy cmentarz żydowski, Kraków
Ślad Zagłady na macewie

Holocaust wywołał szereg bardzo istotnych debat na różnych płaszczyznach na całym świecie.

### Na gruncie żydowskim
Wzmocniły się ruchy syjonistyczne, dążące do budowy niezależnego państwa Izrael. Wielu Żydów uznało, że tylko istnienie takiego państwa uchroni ich w przyszłości od powrotu skrajnego antysemityzmu. W latach 1944–1948 większość Żydów z Europy Środkowej wyemigrowała – najczęściej do Izraela. Zagłada stała się jednym z najważniejszych etapów konstytutywnych w samo-postrzeganiu Żydów.

### Na gruncie politycznym
Światowa opinia publiczna powszechnie potępiła nazizm, antysemityzm i rasizm. Przynajmniej aż do końca lat 70. XX wieku wszelkie analogiczne idee polityczne, w tym różne odmiany nacjonalizmu, były postrzegane przez opinię publiczną przez pryzmat nazizmu i szeroko potępiane. W miarę upływu dziesięcioleci rozmiar potępienia jednak malał i obecnie – w miarę rozwoju idei wolności słowa – piętnowanie partii i wypowiedzi antysemickich i nacjonalistycznych wyraźnie zmalało. II wojna światowa została uznana za konflikt przełomowy, po którym Europa winna przemyśleć swą istotę. Efektem były działania jednoczące i powstawanie wspólnoty europejskiej.

### Na gruncie prawnym
Odpowiedzialnych za prowadzenie eksterminacji oskarżono po wojnie w ramach procesów norymberskich, zaś zbrodnie te uznano za zbrodnie przeciwko ludzkości, niepodlegające przedawnieniu. Kategoria zbrodni przeciwko ludzkości była odtąd stosowana wobec innych ludobójstw.

### Na gruncie moralnym
Rozpoznano rozmaite stopnie odpowiedzialności za Holocaust. Uznano odpowiedzialność sprawców, ale także osób, instytucji i państw, które wspomagały całą machinę zagłady (rząd Vichy, szmalcownicy, przedsiębiorstwa kolejowe itp.), lecz także odpowiedzialność osób szerzących od wieków niechęć bądź nienawiść względem Żydów.

### Na gruncie teologicznym
Powstały tezy próbujące wyjaśnić „milczenie Boga” wobec Holocaustu, odwołujące się do cierpienia Hioba, tzw. „zakrytego oblicza Boga”, kary za grzechy bądź rezultatu wolnej woli człowieka. W judaizmie powstała istotna debata nad znaczeniem życia ludzkiego, nad priorytetem nakazu ratowania życia nad nakazem uświęcenia Boskiego Imienia (poświęcenia się).

### Na gruncie kulturowym
Holocaust stał się tematem licznych książek i filmów, w tym opartych na wspomnieniach, jak i produkcjach fikcyjnych.

## Rewizjonizm
Istnieje grupa historyków, określana mianem „rewizjonistów Holocaustu”, która podawała lub podaje w wątpliwość liczbę ofiar Holocaustu. W środowiskach neonazistowskich i w świecie arabskim pojawiały się także głosy, które negowały istnienie nazistowskich obozów zagłady oraz dokonane w nich ludobójstwo, istnienie komór gazowych oraz planu zagłady Żydów. W systemach prawnych niektórych państw (np. w Niemczech, Austrii czy w Polsce) istnieją ograniczenia w zakresie publicznego rozpowszechniania tego typu poglądów.

### Przyczyny negowania Holocaustu
Oprócz wyraźnej złej woli (antysemityzm) istnieją też inne przyczyny, które powodują negowanie zbrodni Holocaustu także przez niektórych badaczy tej kwestii, których obiektywizm jest podważany przez wiele autorytetów zajmujących się tym tematem:
- Najbardziej znany na świecie obóz zagłady Auschwitz był obozem „wielofunkcyjnym”, tzn. był także więzieniem i obozem pracy. W Auschwitz istniały różne kategorie więźniów: najgorszy status mieli Żydzi, Cyganie i radzieccy jeńcy wojenni, najczęściej przeznaczeni do jak najszybszego zabicia. W lepszej sytuacji były pozostałe narodowości; ich przedstawiciele niekiedy pełnili różne odpowiedzialne funkcje w obozie, co dawało im nieco lepsze warunki życia, lepsze jedzenie, a w nagrodę za dobrą pracę otrzymywali np. pozwolenia na kąpiel w basenie lub wstęp do domu publicznego, gdzie korzystali z usług więźniarek. Te przykłady z „lepszego” życia obozowego są czasem przedstawiane jako rzekomy dowód, że w obozie „żyło się znośnie”[51].
- Żydzi mordowani byli głównie nie w Auschwitz, lecz w obozach śmierci (tzw. „fabrykach śmierci”): Treblinka, Sobibór i Bełżec (zamordowano w nich około 1,7 mln ludzi, o 600 tys. więcej niż w Auschwitz), które zbudowano wyłącznie w celu szybkiego i masowego zabijania. Poza nieliczną obsługą nikt w tych obozach nie mieszkał ani nie pracował; przywożeni Żydzi byli mordowani w komorach gazowych w ciągu pierwszego dnia po przyjeździe. Były to obozy o niewielkiej powierzchni i nielicznych zabudowaniach, które nie dają możliwości wyobrażenia sobie skali i tempa popełnianych tam morderstw (np. w lipcu i sierpniu 1942 w Treblince zabijano około 10 tys. ludzi dziennie). Zwłoki systematycznie palono w specjalnych piecach w wysokiej temperaturze, aby poza popiołem po zamordowanych nie pozostał żaden ślad[52].
- Obozy śmierci zniszczono już w 1943, kiedy wykonały swoje zadanie – wymordowanie Żydów z gett. Budynki rozebrano, tereny zaorano i zalesiono lub przekazano gospodarstwom rolnym. Przez wiele lat po wojnie nie znano nawet dokładnego obszaru i wyglądu tych obozów. Przy życiu pozostali tylko bardzo nieliczni świadkowie zbrodni (głównie więźniowie z obsługi obozu, którym udało się uciec).
- Komory gazowe wyglądały pozornie jak łaźnie, aby nie wywoływać paniki wśród wpędzanych tam ludzi. System zabijania gazem miał na celu zmniejszenie do minimum kontaktu Niemców z aktem zabójstwa. Zwłoki usuwali więźniowie[53].
- Niemcy zatrudnieni w „fabrykach śmierci” byli w większości ludźmi przeciętnymi, nie wyróżniającymi się na ogół szczególnym sadyzmem. System obozowy był pomyślany tak, aby minimalizować ich kontakt z aktami zbrodni. Większość z nich nie uważała się za winnych masowego zabójstwa, tłumaczyli sobie, że „tylko wypełniali rozkazy”.
- Większość decyzji dotyczących szczegółów mordowania Żydów Niemcy wydawali ustnie, gdyż zdawali sobie sprawę ze zbrodniczego charakteru rozkazów; w późniejszym okresie celowo niszczono dokumentację, do dziś zachowało się niewiele dokumentów.